# Gamma Orionis
Pour les articles homonymes, voir Bellatrix Lestrange.
Désignations
Bellatrix, ou Gamma Orionis (γ Orionis / γ Ori) dans la désignation de Bayer, est une étoile géante bleue de la constellation d'Orion, 3e par sa magnitude (+1,6).
D'après la mesure de sa parallaxe annuelle par le satellite Hipparcos, elle est située à environ 250 années-lumière de la Terre. Elle s'éloigne du Système solaire à une vitesse radiale de +18 km/s. C'est une étoile géante bleue de type spectral B2III.

## Noms
Bellatrix est le nom propre de l'étoile qui a été approuvé par l'Union astronomique internationale le 20 juillet 2016. 
Il s'agit d'un nom traditionnel qui provient du latin et signifie « la guerrière ». Elle est connue également comme l'étoile Amazone.

## Histoire
On a cru un moment qu'elle appartenait à l'Association OB1 d'Orion qui comprend une grande partie de la constellation d'Orion. Mais cette hypothèse a été depuis écartée car Gamma Orionis est beaucoup plus proche de la Terre que le reste du groupe.
Historiquement, cette étoile a été utilisée comme standard de luminosité que les astronomes pouvaient comparer avec d'autres étoiles pour vérifier leur variabilité. Mais il fut découvert plus tard que Bellatrix est elle-même une étoile variable, dont la luminosité semble changer de quelques pour cent au cours du temps. Sa magnitude apparente pourrait ainsi varier entre 1,59 et 1,64.